# Luminogramm
Als Luminogramm bezeichnet man die Aufzeichnung von Lichtspuren von bewegten Lichtquellen auf lichtempfindlichen Materialien. Für die Erstellung von Luminogrammen ist weder ein abzubildendes Objekt, wie beim Fotogramm, noch ein Objektiv, wie bei der Kamerafotografie notwendig.

## Technik
Aufgrund der Einwirkung von Beleuchtung auf lichtempfindliche Materialien ist das Luminogramm mit dem Fotogramm eng verwandt. Das Luminogramm ist jedoch ein eigenständiges Lichtbild, das durch Veränderung der Lichtintensität gestaltet werden kann.
Die Lichtintensität kann durch folgende Maßnahmen moduliert werden:
- Änderung der Entfernung der Lichtquelle von der lichtempfindlichen Oberfläche
- Änderung der Leistung der Lichtquelle
- Verwendung von Filtern oder Gelen
- Bewegung der Lichtquelle(n)

Das Bild wird durch Formvariationen und Intensitätsschwankungen der Lichtstrahlen erzeugt. Anschließend kann selbst das Fotopapier geformt werden, um die gewünschten Effekte des Lichtbildes zu erreichen.
László Moholy-Nagy verwendete diese Technik der experimentellen Fotografie für die Erstellung seiner zahlreichen Fotogramme und Luminogramme. Der Fototheoretiker Gottfried Jäger beschreibt das Luminogramm als „die ursprünglichste Form der kameralosen Fotografie: eine Art Selbstdarstellung des Lichtes.“

## Geschichte
Ab Anfang der 1920er Jahre rücken die ästhetischen und künstlerischen Werte der Fotografie in den Vordergrund. Viele Experimente, die in diesen Jahren mit fotografischen Verfahren durchgeführt werden, ermöglichen die Einführung von völlig neuen Techniken. Das Ergebnis der fotografischen Experimente dieser Zeit ist eine völlig neue Bildgestaltung, die von den bestehenden Konventionen abweicht.
Die Fotogramme und Luminogramme von Laszlo Moholy-Nagy sind das beste Beispiel für die Ausdruckskraft der neuen Technik.

## Bekannte Künstler und Werke

### László Moholy-Nagy
László Moholy-Nagy (1895–1946), geboren in Österreich-Ungarn (in Bácsborsod), US-amerikanischer Maler, Fotograf, Typograf und Bühnenbildner. Nach seinem Militärdienst in der österreichisch-ungarischen Armee, übersiedelte er Ende 1919 nach Wien. Im Jahre 1919 begann er und seine Frau Lucia Moholy (Tschechoslowakei) eine neue Technik auf dem Gebiet der experimentellen Fotografie zu entwickeln, die sie später als „Fotogramm“ bezeichnet haben.
Ab 1922 bis zu seinem Tod im Jahr 1946, erstellte Moholy-Nagy zahlreiche Fotogramme und Luminogramme. Chronologisch können die Bilder in drei Gruppen gegliedert werden:
Berlin Bauhaus-Zeit (1923–1928), Exil in London (1935–1937), und die Vereinigten Staaten (1937–1946).
Moholy-Nagy hat die „Geheimnisse“ der Lichteffekte und die Analyse des Raumes durch das Fotogramm experimentell erforscht und in seiner Lehre sein Leben lang weiterentwickelt. (László Moholy-Nagy, Vision in Motion (1947)).
Das Wesen von Moholy-Nagy's Luminogrammen sind Licht und Design. Der Ansatz von Moholy-Nagy war das lichtempfindliche Fotopapier als eine leere Leinwand zu betrachten und diese Oberfläche künstlerisch mit Licht zu „bemalen“.

### Jo Bradford
Jo Bradford (geb. 1972), zeitgenössischer bildender Künstler, spezialisiert auf zeitgenössische Farbumkehr Luminogramme, Glasklischeedruck und Fotogramme. Geboren in Hertfordshire, Großbritannien, lebt und arbeitet in Cornwall, UK. Studierte an der Staffel University College Falmouth (mit Auszeichnung abgeschlossen) Masterarbeit aus: Photographic Critical Practice, 2004. Bradford erstellt Farbluminogramme, die als Lumigram bezeichnet werden. Er arbeitet in einer privaten Dunkelkammer und hat regelmäßig Ausstellungen. Bradford gehört der Künstlergemeinschaft „Seeing The Light“ an.
Die Werke von Bradford und die von Martina Corry, entstehen aus Spontaneität der Hand- und Armbewegung heraus, die paradoxerweise von einer strengen kompositorischen Ordnung beherrscht werden. Während jeder einzelnen Belichtungszeit werden Masken dort platziert, wo das Licht nicht die Oberfläche erreichen und keine Spuren hinterlassen soll. Die Änderung des Abstands von der Oberfläche sowie die Geschwindigkeit und Richtung der Hand- und Armbewegungen führen zur Spontaneität des Werkes. Einige der Werke von diesen Künstlern lösen oft Diskussionen aus, weil die als Glasklischeedruck klassifiziert werden, die eine zeitgenössische Revsionierung eines älteren Verfahrens bedeutet. Dieses Verfahren wurde in den 1850er Jahren durch solchen französischen Künstlern wie Camille Corot, Jean-François Millet, Théodore Rousseau und Eugène Delacroix populär. Der prominenteste Vertreter des Glasklischeedrucks des 20. Jahrhunderts war der ungarisch-amerikanische Designer György Kepes, und die Technik wurde auch von Joan Fontcuberta in seiner „Frottogram“ Serie erkundet.

### Martina Corry
Martina Corry ist bildende Künstlerin, lebt und arbeitet in Irland im Bereich der Fotografie. Sie hat ihr Studium an der University of Ulster im Jahr 1999 mit einem MFA (mit Auszeichnung) auf dem Spezialgebiet der Fotografie abgeschlossen. Sie erstellt Schwarz-Weiß Luminogramme oft auf Aluminium, die in Irland ausgestellt wurden. Diese Schwarz-Weiß-Arbeiten sind eher mit den früheren Werke von Moholy-Nagy, als mit den moderneren Farbarbeiten von Bradford und Rob und Nick Carter verwandt.

### Rob und Nick Carter
Rob und Nick Carter haben ein Jahrzehnt mit dem Experimentieren mit einem Fotogramm, an der Grenze zwischen Malerei und Fotografie, verbracht. Die Farbmodulationen sind um blau, grün, orange und lila ausgerichtet, und beruhen auf der Faszination der Künstler für die Komplementärfarben orange/blaue auf Goethes Farbkreis.